# Amable-Paul Coutan
Pour les articles homonymes, voir Coutan.
Amable-Paul Coutan, né le 13 décembre 1792 à Paris et mort le 28 mars 1837 dans la même ville, est un peintre français.

## Biographie
Amable-Paul Coutan est né le 13 décembre 1792 à Paris. Il étudie dans l'atelier de Antoine-Jean Gros aux Beaux-Arts de Paris et obtient de l'Académie le prix de Rome de peinture en 1820 pour son tableau Achille donnant à Nestor le prix de la sagesse, qui lui permet de se perfectionner à Rome.
De retour à son pays natal, il produit des œuvres représentant principalement des sujets historiques et  mythologiques, qui ont atteint des prix considérables. Il a également participé au travail de décoration avec des sujets religieux à l'église de Notre-Dame-de-Lorette à Paris.
Il meurt à Paris le 28 mars 1837 à l'âge de 44 ans, et est inhumé au cimetière de Montmartre (division 3).

Œuvres d'Amable-Paul Coutan
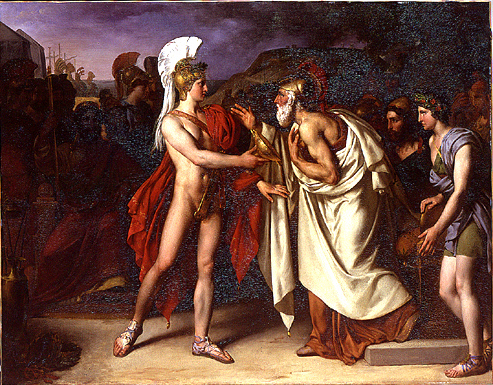
Achille donne à Nestor le prix de la sagesse (1820), Paris, École nationale supérieure des beaux-arts.
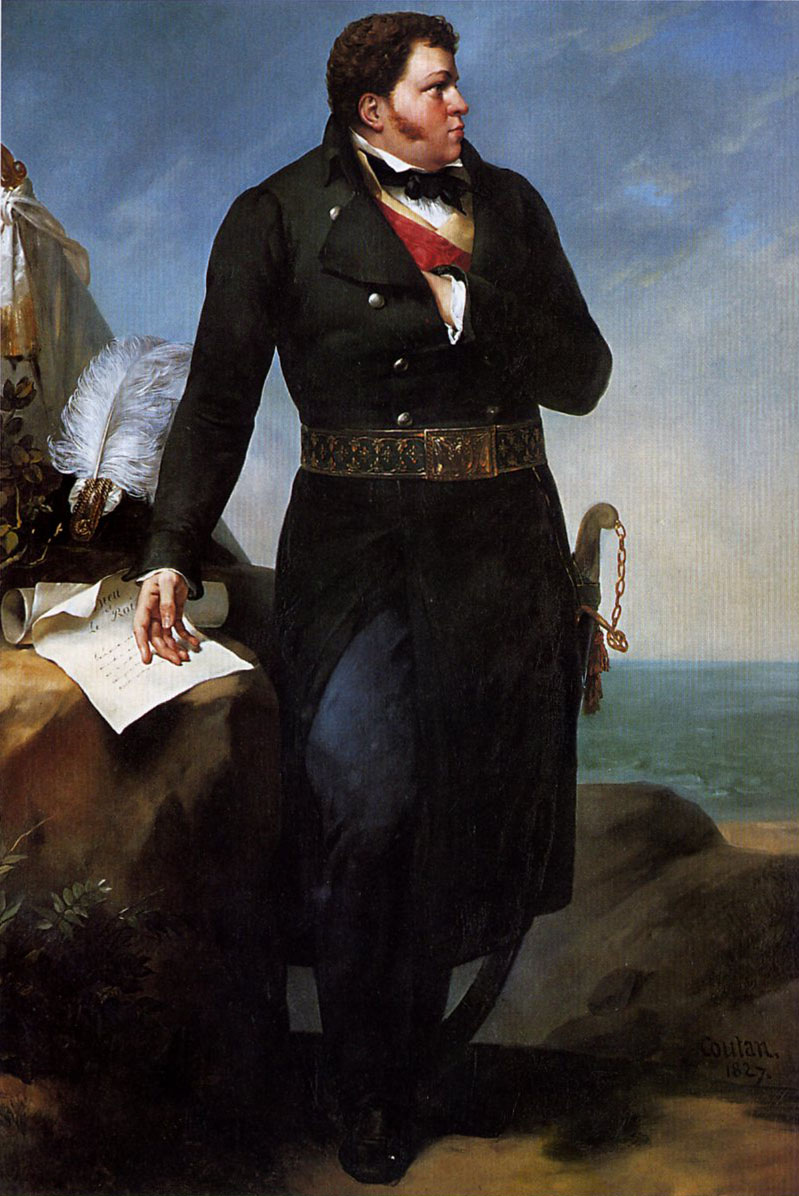
Georges Cadoudal (1827), musée d'Art et d'Histoire de Cholet.
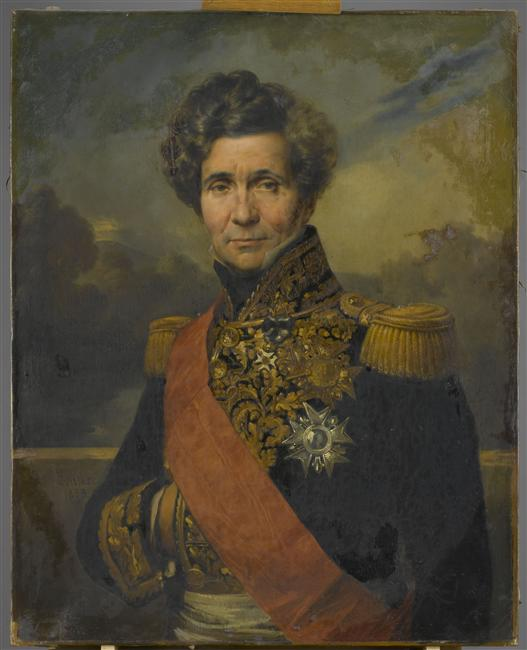
Louis François Coutard, lieutenant-général (1833), Paris, musée de l'Armée.
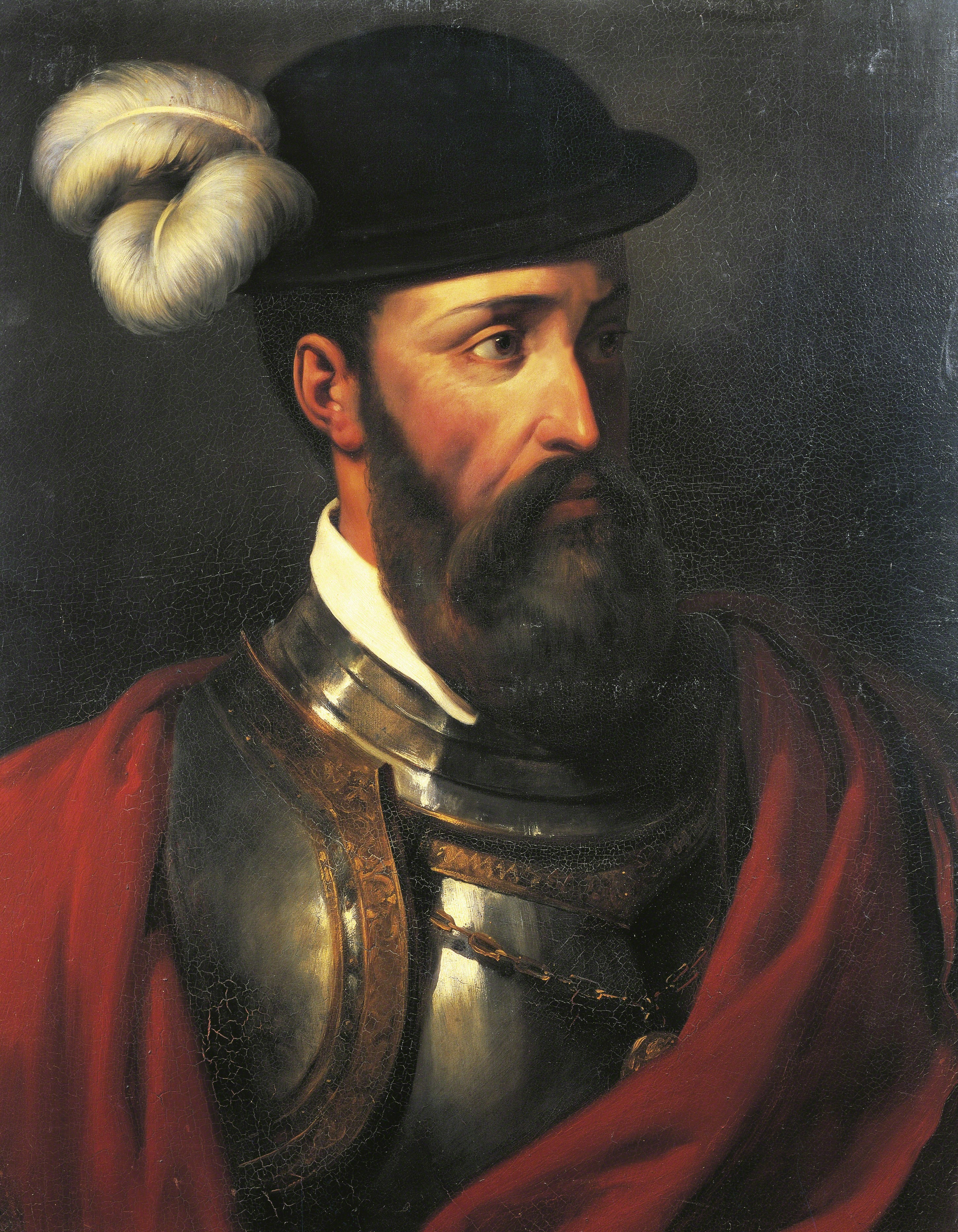
Francisco Pizarro, navigateur et conquistadore (1835), château de Versailles.